# European Touring Car Championship 2003
European Touring Car Championship 2003 kördes över 20 deltävlingar uppdelade på tio helger.

## Kalender
| Bana                          | Segrare Race 1    | Märke      | Segrare Race 2    | Märke      |
| ----------------------------- | ----------------- | ---------- | ----------------- | ---------- |
| Circuit de Catalunya          | Gabriele Tarquini | Alfa Romeo | Dirk Müller       | BMW        |
| Circuit de Nevers Magny-Cours | Jörg Müller       | BMW        | Jörg Müller       | BMW        |
| Autodromo di Pergusa          | Roberto Colciago  | Alfa Romeo | Gabriele Tarquini | Alfa Romeo |
| Brno Circuit                  | Dirk Müller       | BMW        | Andy Priaulx      | BMW        |
| Donington Park                | Gabriele Tarquini | Alfa Romeo | Jörg Müller       | BMW        |
| Circuit de Spa-Francorchamps  | Gabriele Tarquini | Alfa Romeo | Andy Priaulx      | BMW        |
| Scandinavian Raceway          | Roberto Colciago  | Alfa Romeo | Nicola Larini     | Alfa Romeo |
| Motorsport Arena Oschersleben | Jörg Müller       | BMW        | Andy Priaulx      | BMW        |
| Circuito do Estoril           | Gabriele Tarquini | Alfa Romeo | Gabriele Tarquini | Alfa Romeo |
| Autodromo Nazionale Monza     | James Thompson    | Alfa Romeo | Jörg Müller       | BMW        |

## Slutställning
| Plats | Förare              | Märke      | Poäng |
| ----- | ------------------- | ---------- | ----- |
| 1     | Gabriele Tarquini   | Alfa Romeo | 107   |
| 2     | Jörg Müller         | BMW        | 106   |
| 3     | Andy Priaulx        | BMW        | 100   |
| 4     | Nicola Larini       | Alfa Romeo | 92    |
| 5     | Dirk Müller         | BMW        | 66    |
| 6     | Roberto Colciago    | Alfa Romeo | 66    |
| 7     | Duncan Huisman      | BMW        | 47    |
| 8     | Antonio García      | BMW        | 46    |
| 9     | Fabrizio Giovanardi | Alfa Romeo | 43    |
| 10    | Tom Coronel         | BMW        | 27    |